# Песня Линшуй
«Песня Линшуй» (кит.: 陵水谣; пин.: Lingshuiyao) — российско-китайский фильм 2018 года режиссёров Андрея Мышкина и Цзян Лю.
Мелодрама о любви китайского юноши Чжэн Юйцзе и советской студентки Анны, драматически расставшихся, но пронёсших чувства сквозь годы.

## Сюжет
В конце 1980-х годов в китайский курортный городок Лингшуи на острове Хайнань на каникулы прилетают из СССР студенты Анна и Андрей. Случайное знакомство с юным крестьянином Чженем запускает цепь событий, которое в корне меняет жизнь ребят.

## В ролях
- Ксения Алистратова — Анна
- Максим Колосов — Андрей
- Сун Юй — Чжэн Юйцзе
- Ирина Шевчук — Анна спустя годы
- Наталья Хорохорина — профессор института музыки
- Полина Силичева — Аиша
- Чжоу Дяньин — А Ба, отец
- Тэн Юйфэй — старший кузен
- Яо Итянь — жена старшего кузена

## О фильме
Съемки велись на Хайнане. Предпремьерный показ состоялся 3 сентября 2018 года на кинофестивале «Амурская осень», затем в мае 2019 года фильм был показан в Китае, где был очень тепло принят китайскими зрителями, тогда же состоялась российская премьера в столичном Доме Кино, на VII-ом кинофестивале «Провинциальная Россия» (Ейск, 2019) фильм был отмечен почётным призом.